# Matthew Ryan (équitation)
Pour les articles homonymes, voir Matthew Ryan et Ryan.
Matthew Morgan Ryan, né le 3 juin 1964 à Sydney, est un cavalier australien de concours complet, triple champion olympique. Il a trois frères aînés dont le cavalier de dressage et de concours complet Heath Ryan.

## Carrière
Sur Kibah Tic Toc aux Jeux olympiques d'été de 1992 à Barcelone, Matthew Ryan réalise le doublé en remportant les médailles d'or en concours complet individuel et par équipe.
Il obtient un troisième titre olympique sur Kibah Sandstone au concours complet par équipe à Sydney en 2000.
Il reçoit la médaille de l'Ordre d'Australie le 26 janvier 1993.